# 簡乃傑
簡乃傑，CBE（英語：William David Gregg，1912年8月3日—1994年12月31日），英國殖民地教育官員，早年於伯明翰從事教育工作，二戰後於1949年加入殖民地教育行列，出任塞舌爾群島教育署長、1953年轉任烏干達助理教育署長、1957年升任副教育署長、1960年轉任肯雅教育署長兼教育部常務次官。簡乃傑在1964年調往香港接替唐露曉出任教育司兼立法局官守議員，至1969年卸任退休。